# آبشار دشتک ابرج
آبشاردشتک ابرج در ناحیهٔ دشتک ابرج در شهرستان مرودشت واقع شده‌است. این مکان دارای پتانسیل جذب گردشگر است و دارای دو آبشار زیبا هست به علت نبود راه مناسب در حال حاضر کمتر گردشگری به آن منطقه می‌رود.